# Anton Hansen Tammsaare
Compléments
Le Patron de Korboja (Kõrboja peremees, 1922)
Vérité et Justice (Tõde ja õigus, 1926-1933)
Le Vieux-Païen de Fond-de-l'Enfer (Põrgupõhja uus vanapagan, 1939)
A. H. Tammsaare (né Anton Hansen le 30 janvier 1878 à Vetepere, mort le 1er mars 1940 à Tallinn) est un écrivain estonien. Son œuvre la plus connue est son cycle romanesque Vérité et Justice, en cinq volumes, l'une des œuvres majeures du roman estonien.

## Biographie
Anton Hansen naît le 30 janvier 1878 en Estonie, dans une famille paysanne ; il est le quatrième de dix enfants. Il grandit dans la ferme de son père, Põhja-Tammsaare, dont il emploie par la suite le nom comme pseudonyme. Il est scolarisé à l'école élémentaire de Sääsküla, qu'il ne quitte qu'en 1897. Il poursuit ses études au lycée privé Hugo-Treffner de Tartu, et y exerce plusieurs petits métiers afin de payer ses études.
Il entre ensuite à l'Université de Tartu où il étudie le droit. Mais il y suit aussi des cours d'histoire, de philosophie, de psychologie et de mathématiques, apprend l'anglais et le français et lit Goethe, Shakespeare, Zola, Maupassant et Hamsun. Entre 1903 et 1907, il vit de sa plume en écrivant dans plusieurs journaux qui pâtissent de la censure exercée par le tsar. Il publie entre 1900 et 1907 ses premiers récits et nouvelles qui relèvent du réalisme, parfois de la critique sociale. Par la suite, à l'université de Tartu, il fréquente le groupe Jeune-Estonie, ce qui l'amène à s'écarter du réalisme pour une démarche influencée par l'impressionnisme : dans un article paru en 1907, il théorise un « impressionnisme psychologique » qu'il développe au travers de plusieurs textes dans les années 1910.
En 1911, il attrape la tuberculose, ce qui l'oblige à interrompre ses études et à effectuer un séjour dans le Caucase : il parvient à surmonter la maladie et revient en Estonie, où il s'installe dans la maison de son frère à Koitjärve. En 1914, il doit subir une opération à l'estomac dont il met plusieurs années à se remettre, et sa santé reste fragile par la suite. Il se marie en 1919 et s'installe ensuite à Tallinn, qu'il ne quitte plus, pour se consacrer à son œuvre,.
À partir des années 1920, Tammsaare revient au réalisme mais dans une approche différente qui tire parti de sa manière précédente : il veut étudier et rendre la complexité des hommes dans leur dimension à la fois psychologique et sociale. Cette approche apparaît pour la première fois dans sa pièce de théâtre Judith en 1921 puis dans ses romans, comme Le Patron de Korboja (Kõrboja peremees) en 1922.
Tammsaare entame ensuite l'écriture d'un ample cycle romanesque, Vérité et Justice (Tõde ja õigus), une saga familiale doublée d'une réflexion philosophique dont les cinq tomes paraissent entre 1926 et 1933. Son thème principal est la quête du bonheur, l'homme se heurtant à des obstacles fondamentaux de plusieurs ordres dont chacun fait l'objet d'un des tomes. Après Vérité et Justice, Tammsaare publie encore plusieurs romans tenant du réalisme psychologique : La vie et l’amour (1934) et J’ai aimé une Allemande (Ma armastasin sakslast, 1935). Il écrit également une pièce de théâtre comique, Le Roi a froid (Kuningal on külm, 1936), qui est une satire des régimes totalitaires.
Le dernier roman de Tammsaare, Põrgupõhja uus vanapagan (Le Vieux-Païen de Fond-de-l'Enfer), qui paraît en 1939, est un récit fantastique, sombre et pessimiste mais humoristique, qui met en scène deux personnages du folklore estonien, le Diable et son valet Ants-le-Malin ; renversant les rôles habituels des deux personnages (le Diable est généralement montré comme stupide tandis qu'Ants lui joue toutes sortes de tours), Tammsaare fait d'Ants un paysan riche et cupide tandis que le Diable, envoyé sur Terre par Saint-Pierre pour s'y racheter de ses mauvaises actions, apparaît paradoxalement sympathique à mesure qu'il subit les vexations d'Ants, qui ruine ses efforts pour mener une vie normale et obtenir justice.
A. H. Tammsaare meurt à sa table de travail le 1er mars 1940.
La ferme de Põhja-Tammsaare du village de Vetepere a été transformée en un musée consacré à l'écrivain.

## Œuvre
A. H. Tammsaare a publié des romans, des nouvelles, des pièces de théâtre, des miniatures biblico-philosophiques, des essais de critique sociale, mais aussi des histoires pour enfants et des contes où se fait sentir l'influence d'Oscar Wilde et d'Eino Leino, et un roman policier. Il réalise également de nombreuses traductions en estonien d'auteurs importants : Oscar Wilde, Selma Lagerlöf, Joseph Conrad, H.G. Wells, George Bernard Shaw, John Galsworthy, Knut Hamsun et Fiodor Dostoïevski.

### Nouvelles et récits
- 1903 : Les Jeunes et les vieux (Vanad ja noored), récit.
- 1908 : Les longs pas (Pikad sammud), nouvelle.
- 1909 : Jeunes âmes (Noored hinged), nouvelle.
- 1910 : Au-delà de la frontière (Üle piiri), nouvelle.
- 1917 : Nuances, récit.

### Contes
- 1915 : Le Garçon et le Papillon (Poiss ja liblik)

### Théâtre
- 1921 : Judith, drame biblique.
- 1936 : Le Roi a froid (Kuningal on külm), pièce satirique.

### Romans
- 1922 : Le Patron de Korboja (Kõrboja peremees)
- 1926-1933 : Vérité et Justice (Tõde ja õigus) ; traduit en français par Titaÿna et Gilberte Marchegay, sous pseudonymes, en 1944 pour les éditions Pierre Trémois sous le titre La Terre du voleur (5 volumes) ; puis retraduit en français en 2009-2010 par Jean-Pascal Ollivry) chez Gaia :
  - tome 1 : La Colline-du-Voleur, 2009
  - tome 2 : Indrek, 2009
  - tome 3 : Jours d'émeute, 2009
  - tome 4 : Indrek et Karin, 2010
  - tome 5 : Retour à la Colline-du-Voleur, 2010
- 1934 : La Vie et l'amour
- 1935 : J’ai aimé une Allemande (Ma armastasin sakslast)
- 1939 : Le Vieux-Païen de Fond-de-l'Enfer (Põrgupõhja uus vanapagan)

### Essais
- 1915 : Le langage et la poésie (Keelest ja luulest)

### Correspondance
- Posthume : Kirjad tütrele (Lettres à sa fille), éditées par Toomas Haug, Tallinn, Kirjastus Varrak, 2008.